# Полаев, Феодосий Александрович
Феодосий Александрович Полаев (1906 — ?) — советский конструктор торпед, лауреат Сталинской премии 1949 года.

## Биография
Родился в 1906 г. в г. Белый Смоленской губернии.
Время поступления на военную службу: 29.10.1932.
В 1932—1937 гг. слушатель Военно-морской академии им. Ворошилова, факультет Военно-морского оружия, торпедная специализация.
Служил во 2-м отделе НИМТИ (Научно-испытательный минно-торпедный институт ВМФ):
- 1937 старший инженер
- 1937—1940 исполняющий должность помощника начальника отдела
- 1940—1943 групповой инженер
- 1943—1944 начальник 2-го отделения 2-го отдела
- с 1944 г. начальник 2-го отдела НИМТИ, инженер-подполковник.

Вышел в отставку в звании полковника.

## Награды и звания
Сталинская премия 1949 года (в составе коллектива) — за разработку нового образца вооружения.
Награждён орденами Отечественной войны II степени, Красного Знамени, Красной Звезды, медалями «За боевые заслуги», «За оборону Ленинграда».